# Serhij Kučerenko
Serhij Serhijovyč Kučerenko (in ucraino Сергій Сергійович Кучеренко?, traslitterazione anglosassone: Serhii Serhiiovych Kucherenko; Kropyvnyc'kyj, 7 gennaio 1984) è un ex calciatore ucraino Centrocampista, Ala.

## Carriera
Nato a Kirovohrad nella famiglia del calciatore e allenatore Serhiy Petrovich Kucherenko. All'età di due anni si è trasferito a Odessa con la sua famiglia. Kucherenko è un allievo della scuola locale Čornomorec', dove suo padre era l'allenatore. Nella lega di calcio giovanile dell'Ucraina ha giocato dal 1998 al 2001 per Čornomorec'. Nel 2002 ha giocato anche per Mykolaïv, Hirnyk Komsomols'k, Podillja, Spartak Ivano-Frankivsk. Nell'estate del 2007, il padre ha allenato la squadra del il Desna Černihiv e suo figlio è diventato uno dei giocatori che ha invitato nella sua nuova squadra. Serhiy ha giocato per il Desna per un anno e mezzo, è diventato uno dei leader del club, ha giocato 56 partite nella prima lega ucraina e ha segnato 13 gol, ha giocato 4 partite nella Coppa d'Ucraina e ha segnato 2 gol. Ha giocato anche per Krymteplycja in Crimea, , per due stagioni ha giocato anche 26 partite per la squadra del Obolon'. Nel 2012 ha giocato anche per il Hoverla in prestito e nel 2013 si trasferisce nuovamente nella squadra del Mykolaïv e nel 2016 ritorna al Krymteplycja per due stagioni.

## Fuori dal campo
Nell'ottobre 2024, viene nominato direttore generale del Krystal Cherson dopo aver incontrato Volodymyr Saldo.

## Palmarès

### Individuale
- Perša Liha (1)

Hoverla 2011-2012